# Videodansa

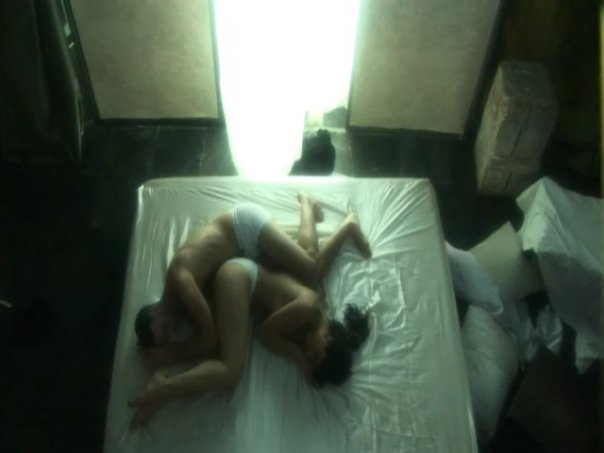
Love poem, 2013

La videodansa és un art interdisciplinari a cavall entre les arts escèniques, concretament la dansa, i les audiovisuals, mitjançant el vídeo, que crea obres coreogràfiques específicament per a la pantalla. Dintre de la dansa se'n considera un gènere al mateix nivell que l'espanyola, el clàssic, el neoclàssic, el contemporani i la dansa-teatre.

## Característiques

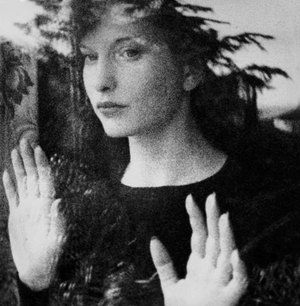
Fotograma de Maya Deren mirant per la finestra de a la seva filmació Meshes of the Afternoon

L'espai de creació de la videodansa és l'espai de filmació com en la dansa pel teatre és l'escenari. En aquest espai es desenvolupa una coreografia que fusiona l'espai, el temps i el moviment que és propi de la mateixa dansa amb els que són propis del mitjà de filmació i el muntatge, creant una peça que només pot existir en aquest espai.
No s'ha de confondre la videodansa amb la filmació d'un espectacle de dansa ni amb el documental sobre dansa. S'ha de distingir entre la filmació que és merament documental, encara que s'utilitzin diferents enquadraments o focals només amb motius estètics i la filmació on el vídeo forma part, com la mateixa dansa o la música, de la dramatúrgia de la peça, és a dir, el vídeo és part o enriqueix la dansa, com la dansa és part o enriqueix el vídeo.
Les obres de videodansa s'interessen per la relació del moviment dels ballarins amb la càmera, utilitzant especialment recursos de vídeo que generin nou sentit o complementin l'expressió de la coreografia, com la creació d'imatges que no es poden aconseguir en una interpretació en directe: zooms, detalls, angles concrets, alentiments, acceleracions, repeticions i diferents manipulacions espaciotemporals que d'altra manera són impossibles de mostrar a l'espectador. Aquestes obres poden ser narratives, abstractes o experimentals i dels més diversos estils.
La videodansa trenca amb la natura efímera de la dansa com a art escènica, i permet que cada visionat sigui idèntic, en vegi on vegi. Permet una més fàcil difusió de la dansa, ja que pot ser visualitzat més econòmica i fàcilment a festivals, des de casa o per Internet. També es pot combinar una obra de videodansa amb un espectacle de dansa en directe o fins i tot amb els mateixos intèrprets.
En una peça de videodansa, normalment trobem dues persones provinents de dos arts diferents que treballen en col·laboració: Per una part el coreògraf, expert en dansa, que treballa en la creació de la coreografia dels ballarins i per altra part el videoartista, expert en vídeo, que treballa en els moviments de càmera i la manipulació de la imatge. Entre tots dos aconsegueixen una nova dimensió que és pròpia de les arts interdisciplinars i que no es troba ni en la dansa ni en el vídeo, sinó en la relació entre ambdues arts.

## Història
La història de la dansa gravada es remunta als mateixos inicis del cinema on els primers films de Georges Méliès o Segundo de Chomón, tenen coreografies simples.
Una de les primeres autores a donar a la filmació un pes fonamental en el global de la narrativa va ser Maya Deren. Entre les seves obres més destacades trobem Meshes of the Afternoon (1943), At Land (1944) o A Study in Coreography for Camera (1945). En aquesta darrera, que té la relació més clara amb la videodansa, l'artista experimental utilitza els canvis d'angle i focal en la filmació i els canvis d'escenari durant la dansa (que serien impossibles de fer en directe), com a part de la narrativa i dramatització de la peça.

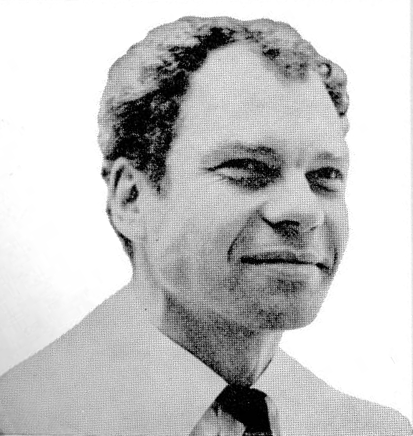
Merce Cunningham 1961, coreògraf i creador de videodansa

Més tard Charles Atlas i el creador de dansa contemporània Merce Cunningham fan l'obra Blue Studio (1976) que podem veure en el tribut del videoartista Nam June Paik a Merce Cunningham Merce by Merce by Paik (1978).

En els anys 90 hi ha dos artistes de gran importància per la videodansa. Per una banda, el belga Walter Verdin que va realitzar, juntament amb la coreògrafa Anne Teresa de Keersmaeker, Monologue by Fumiyo Ikeda (1989) o Ottone/Otonne I i II (1991) i amb el coreògraf Wim Vanderkeybus les obres Roseland (1991) i La Mentida (1992-1993). Per altra banda, la parella formada per Nicole i Norbert Corsino, els quals van evolucionar de la dansa al vídeo i es van convertir en paradigmes on la figura del coreògraf i la del videoartista coincidien. D'aquest tàndem, un dels màxims exponents de la videodansa actual, van néixer les obres Marsella, Trieste, Rótterdam, Riga, Lisboa, Vigo i Vancouver, que formen part del projecte Circumnavigation (1992-1994) en què els artistes fan una lectura poètica, per mitjà del moviment del cos, de l'ambient marítim d'aquestes ciutats. Més tard produirien la peça Totempol (1995) que posa de manifest el desplaçament gradual cap a la relació dansa-vídeo-ordinador. En una de les últimes creacions dels Corsino, Signs, Surfaces and the instant (2014), els artistes aposten per la creació interactiva on transposen la dansa a l'esfera virtual recreant els moviments amb mapes de gràfics i cal·ligrafia oriental al museu Aurora de Shanghai. 

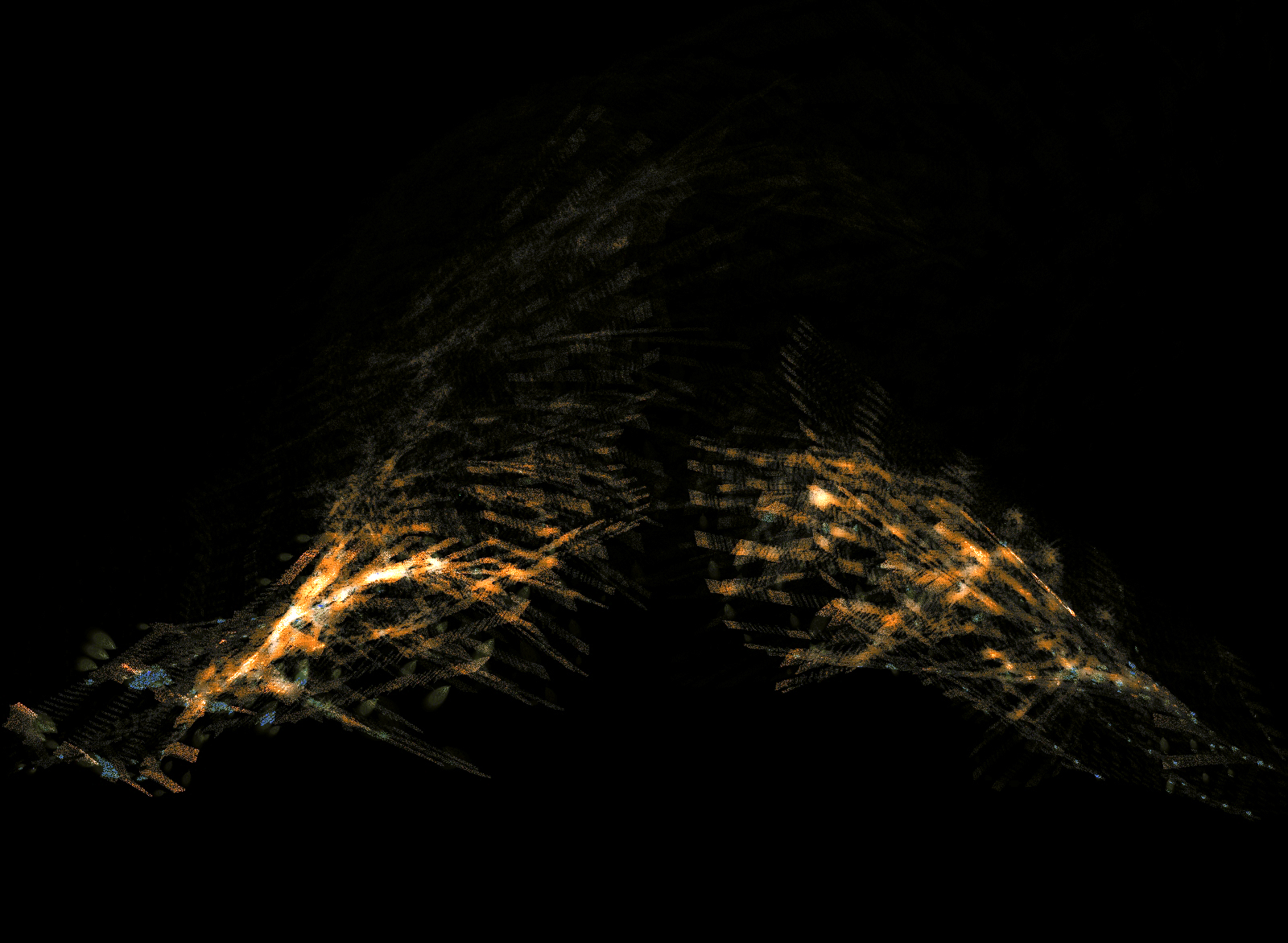
Fotograma del vídeo Loops on les mans de Merce Cunningham creen una dansa virtual

Altres artistes de relleu en el camp de la videodansa són Scott deLahunta, director del laboratori de cos, moviment i tecnologia Transdance, i Paul Kaiser. El treball Biped (1999) de Paul Kaiser i Merce Cunningham crea una coreografia electrònica amb animacions projectades sobre una pantalla transparent que fa que les imatges d'ordinador surin entre la dansa dels ballarins a escena. Per al projecte d'art digital The OpenEnded Group, Kaiser utilitza la tecnologia 3D i amplia les possibilitats creatives de la videodansa en paral·lel a nus sistemes d'enregistrament i producció audiovisuals. Aquest grup, participat per Kaiser, va crear l'obra Loops on un programa transforma, en temps real, una dansa de Cunningham, en una sèrie de punts interconnectats recreats per ordinador que floten en una dansa virtual hipnòtica. Les diferents formes d'interacció de la videodansa; primer com a interacció dansa-vídeo, després com a dansa-vídeo-ordinador i dansa-ordinador i finalment amb la interacció dansa-ordinador-públic fa pensar que es tracta d'un llenguatge que està sotmès a exploració contínua.

## Principals autors
| Nom               | Any       | Nacionalitat | Enllaços externs                                                                     | Comentaris                                        |
| ----------------- | --------- | ------------ | ------------------------------------------------------------------------------------ | ------------------------------------------------- |
| Maya Deren        | 1917-1961 | Russa        | http://www.algonet.se/~mjsull/ Arxivat 2010-12-04 a Wayback Machine.                 | No existeix una entrada en català a la viquipedia |
| Merce Cunningham  | 1919-2009 | Estatunidenc | http://www.mercecunningham.org                                                       |                                                   |
| Walter Verdin     | 1953      | Belga        | http://www.walterverdin.com/                                                         | Només existeix una entrada a la wiki Holandesa    |
| Nicole Corsino    | 1965      | Francesa     | http://www.nncorsino.com/en/                                                         |                                                   |
| Norbert Corsino   |           | Francès      | http://www.nncorsino.com/en/                                                         | No hi ha cap entrada a cap wiki                   |
| Douglas Rosenberg |           | Estatunidenc | http://www.art.wisc.edu/art/people/faculty-staff/4d-video-faculty/douglas-rosenberg/ | No hi ha cap entrada a cap wiki                   |

## Relació amb altres disciplines

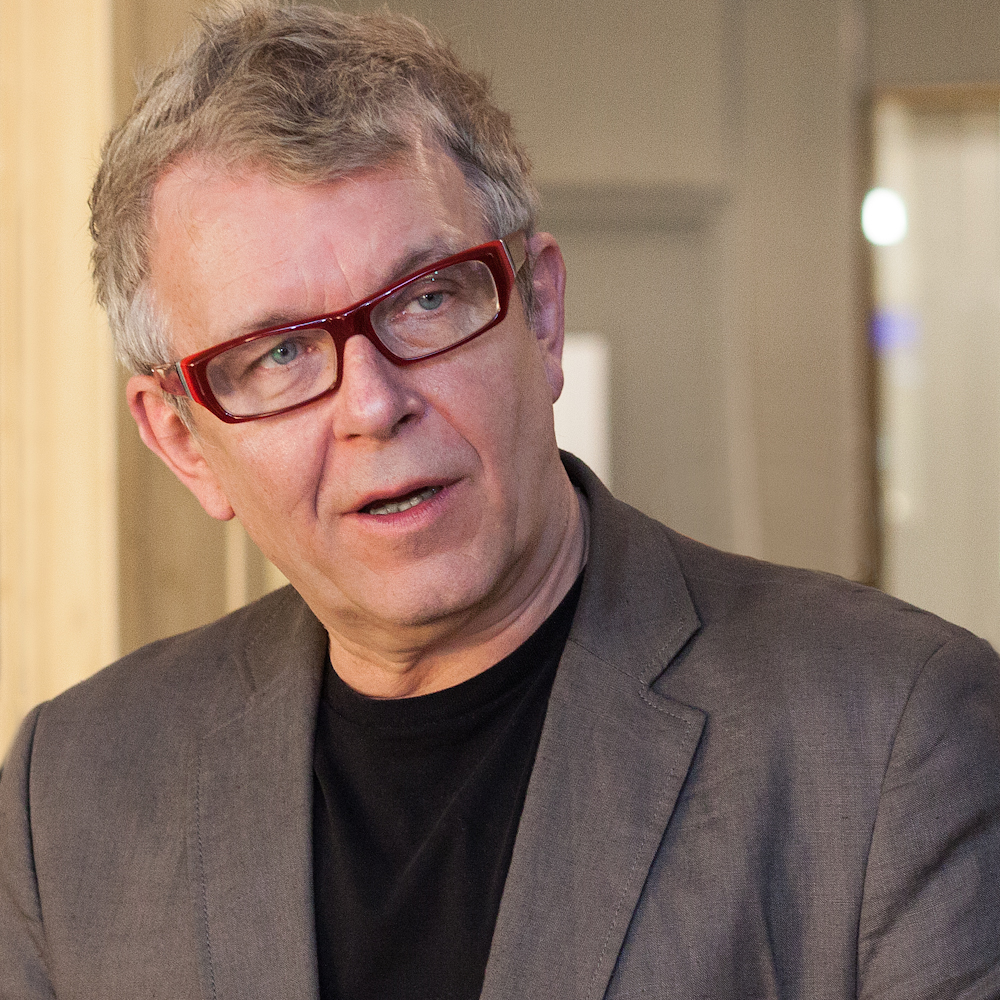
Zbigniew Rybczyński, creador de la peça Tango (1980)

A més dels autors que s'han dedicat específicament a la videodansa, cal comptar amb aquells que han treballen en diferents disciplines que són properes i s'han influenciat i creat influències a la videodansa. Aquestes obres formen part de la dimensió de la videodansa i serveixen per entendre la capil·laritat dels seus límits.
Entre els exemples de peces properes o relacionades amb la videodansa encara que els autors es classifiquin en altres disciplines tenim la pel·lícula Dancer in the Dark (2000) del director Lars von Trier amb la cantant Björk que pertany al gènere de Cinema musical i el Videoclip de Spike Jonze Drop (1996) o el del grup OK Go I won't let you down (2014).
També hi ha relacions amb la dansa-teatre com en el cas de la coreògrafa Pina Bausch, a la pel·lícula El Lamento de la Emperatriz (1990) dirigida per ella mateixa o a la pel·lícula Pina (2011) que tracta sobre la seva obra, com també amb el teatre físic del grup DV8 i la pel·lícula The Cost of Living.
Per acabar trobem relacions d'una forma natural en el videoart com en l'obra Tango (1980) del videoartista Zbigniew Rybczyński i en el camp de l'animació amb la peça de l'animador Norman McLaren Ballet Adagio (1971) i amb Thought of You de Ryan Woodward.